# 鳥居清春
鳥居 清春（とりい きよはる、生没年不詳）とは、江戸時代の浮世絵師。

## 来歴
初代鳥居清信の門人で作画期は享保の頃とされる。作に肉筆画と漆絵の役者絵がある。なお「流草子清春図之」と落款した「梅下美人図」という肉筆画があると『浮世絵師伝』は記すが、これがこの清春と同一人かどうかは定かではないという。

## 作品
- 「つづみ」　細版漆絵
- 「美人立姿図」　紙本着色　ニューオータニ美術館所蔵　※「鳥居清春畫」の落款、「清春」の白文方印あり
- 「美人図」　肉筆、双福